# Блу Џеј (Охајо)
Блу Џеј (енгл. Blue Jay) насељено је место без административног статуса у америчкој савезној држави Охајо.

## Демографија
По попису из 2010. године број становника је 959.
| Група             | 2000.    | 2010.       |
| Белци             | 0 (0,0%) | 940 (98,0%) |
| Афроамериканци    | 0 (0,0%) | 1 (0,1%)    |
| Азијати           | 0 (0,0%) | 2 (0,2%)    |
| Хиспаноамериканци | 0 (0,0%) | 12 (1,3%)   |
| Укупно            | 0        | 959         |